# Aeródromo de Vizhas
El Aeródromo de Vizhas (ruso: Аэродром Вижас; ICAO: ; IATA: ) es una pequeña pista situada 1 km al sudeste de Vizhas, en Nenetsia, un distrito autónomo del óblast de Arjánguelsk, Rusia.
Las instalaciones son gestionadas por la compañía por acciones "Destacamento Aéreo de Narian-Mar" (ruso: ОАО "Нарьян-Марский объединенный авиаотряд"), anteriormente conocida como "Narian-Mar Airlines".
El espacio aéreo está controlado desde el FIR de Arjánguelsk-Talagi (ICAO: ULAA)

## Pista
El aeródromo de Vizhas consiste en una pequeña pista de tierra en dirección 05/23 de 550x60 m. (1.804x197 pies).

## Aerolíneas y destinos
El Destacamento Aéreo de Narian Mar vuela regularmente a este aeródromo regional.